# Johan Karlefjärd
Johan Hans Erik Karlefjärd, född 13 februari 1984 i Steneby församling, är en svensk fotbollsspelare som spelar för Norrahammars GIS.

## Karriär
Karlefjärds moderklubb är Billingsfors IK. Han gick som 16-åring till Örgryte IS där han säsongerna 2003–2005 spelade 11 matcher i Allsvenskan. Därefter blev det ett år på Island i Fram Reykjavík följt av en säsong i Norrby IF. Åren 2007–2010 spelade han 91 matcher (43 som startspelare) i Superettan för Jönköpings Södra IF.
I januari 2011 skrev han på ett tvåårskontrakt med Randaberg i norska andraligan. Han var lagkapten i klubben men valde att bryta sitt kontrakt efter en säsong då klubben åkt ner. Den 30 december 2011 skrev Karlefjärd på ett treårskontrakt med Husqvarna FF. I december 2014 förlängde Karlefjärd sitt kontrakt med tre år. I januari 2018 förlängde han sitt kontrakt med ett år. I december 2018 förlängde Karlefjärd sitt kontrakt med ytterligare ett år. Inför säsongen 2020 valde han att avsluta karriären på elitnivå.
Säsongen 2020 spelade Karlefjärd fem matcher och gjorde ett mål för Norrahammars GIS i Division 6.